# Джейн Александър
Джейн Александър (на английски: Jane Alexander) е американска актриса.
Родена е на 28 октомври 1939 година в Бостън в семейство на лекар и медицинска сестра. Учи в Колежа „Сара Лорънс“ в Ню Йорк. През 1963 година дебютира на „Бродуей“ и през следващите години играе с успех в театъра, от 1970 година и в киното. Сред успешните ѝ филмови роли са тези във филмите „Голямата бяла надежда“ (The Great White Hope, 1970), „Цялото президентско войнство“ (All the President's Men, 1976), „Крамър срещу Крамър“ (Kramer vs. Kramer, 1979), „Заветът“ (Testament, 1983). Получава две награди „Еми“ и е номинирана четири пъти за „Оскар“ за главна или поддържаща роля.

## Избрана филмография
- „Голямата бяла надежда“ (The Great White Hope, 1970)
- „Цялото президентско войнство“ (All the President's Men, 1976)
- „Крамър срещу Крамър“ (Kramer vs. Kramer, 1979)
- „Заветът“ (Testament, 1983)
- „Правилата на дома“ (The Cider House Rules, 1999)
- „Предизвестена смърт“ (The Ring, 2002)
- „Нероденият“ (The Unborn, 2009)
- „Терминатор: Спасение“ (Terminator Salvation, 2009)
- „Къщата на сенките“ (Dream House, 2011)